# Чорґул
Чорґу́л (тадж. Чоргул) — село у складі Хатлонської області Таджикистану. Входить до складу Зафарського джамоату Фархорського району.
Назва означає чотири квітки.
Населення — 1025 осіб (2010; 1080 в 2009).